# Stefano Jacini (scrittore)
Stefano Jacini (Milano, 26 aprile 1939) è uno scrittore, giornalista e editore italiano.

## Biografia

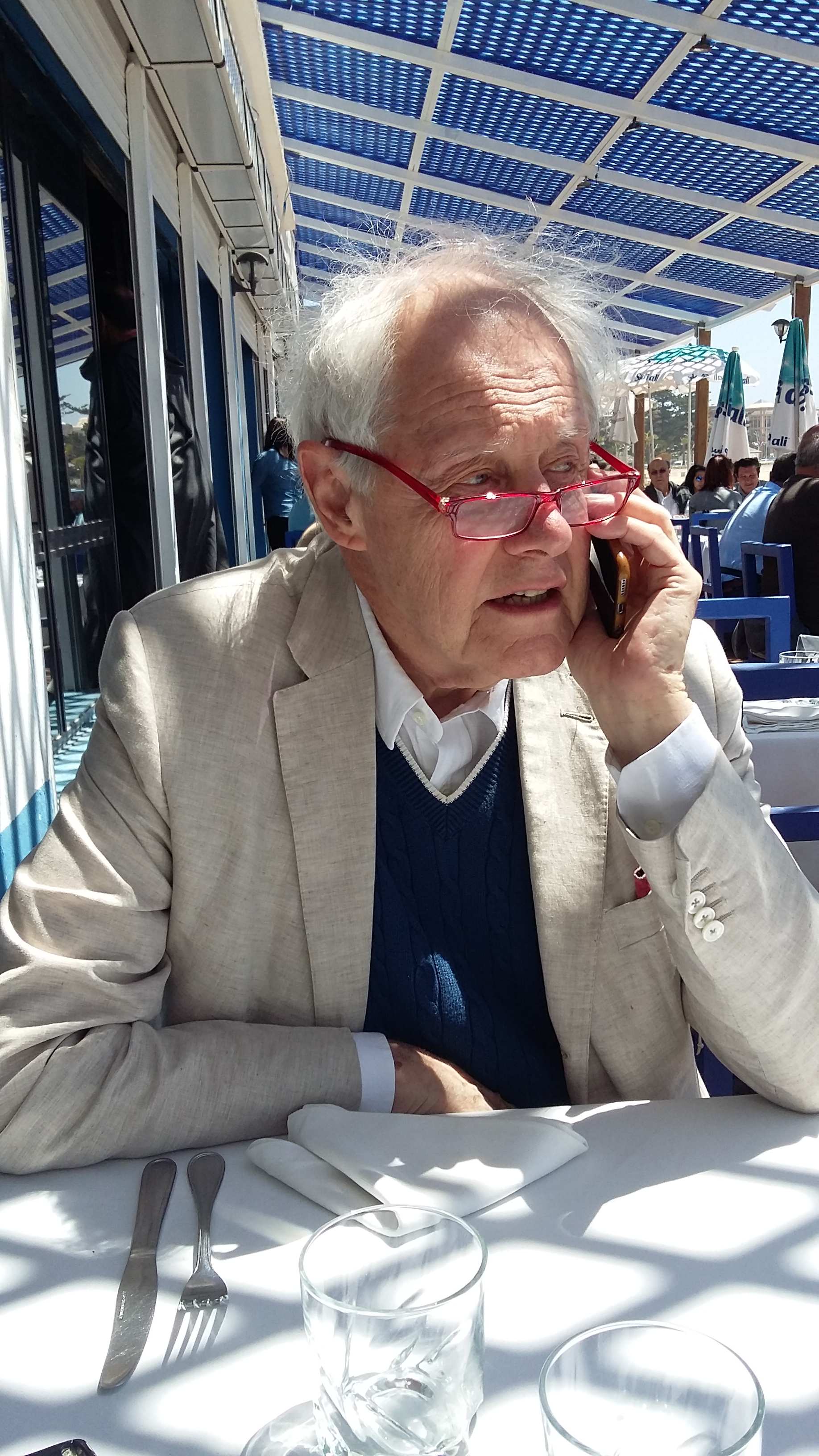
Ritratto di Stefano Jacini

Nato a Milano, si è laureato in Storia della filosofia con Mario Dal Pra ed ha collaborato con alcune case editrici tra cui Sugar e Il Saggiatore, del quale è stato responsabile del settore periodici. È stato uno dei fondatori della casa editrice Edizioni il Formichiere, che ha poi diretto per dieci anni. Ha collaborato col supplemento Tuttolibri della Stampa e in seguito con Il Giornale della Musica e con la casa editrice EDT, di cui è l'attuale presidente.. I suoi interessi in campo musicale si concentrano principalmente sulle esecuzioni operistiche e sinfoniche, con un'attenzione particolare al cartellone del Teatro alla Scala di Milano.
Il suo romanzo L'invidia degli dei ha ricevuto recensioni, tra l'altro, sulle rubriche online di letteratura del Corriere della Sera, di Elle e Amica.
Alcuni dei suoi romanzi, tra i quali Tu non nascesti audace e Dio e monsieur Divan, hanno ricevuto recensioni giudicate nel complesso positive.

## Opere

### Romanzi
- Le Svetlana, Tropea, 2005, ISBN 978-88-438-0493-1.
- Il collezionista di suoni, Christian Marinotti, 2009, ISBN 978-88-8273-106-9.
- Dio e monsieur Divan, Bompiani, 2011, ISBN 978-88-452-6929-5.
- Tu non nascesti audace, Bompiani, 2014, ISBN 978-88-452-7731-3.[13]
- L'invida degli dei, Bompiani, 2017, ISBN 978-88-452-9294-1.
- Mefisto Valzer, Bompiani, 2018, ISBN 8845299252.
- La Dama di rue de Vaugirard, Bompiani, 2021, ISBN 9788830102118
- La cuoca di Radetzky, La nave di Teseo, 2024

Racconti
- Ogni Cavaliere della rosa ha le sue spine in AA VV, Prima la musica, dopo le parole, EDT, 2022, ISBN 9788859264880

### Romanzi gialli
Con Pinuccia Ferrari. 
- Tragico Loden (Camunia, 1988)
- Giallo mais (Camunia, 1990)
- Grand Hôtel delle Terme (Camunia, 1993)
- La partita di Alice (Hobby & Work, 2001)
- Il mistero dell'Alpe (Sonda, 1992), racconto per ragazzi.

### Teatro
- Libretto Jeanne Dark, tratto da Voltaire, dell'omonima opera di Fabio Vacchi, in programma al Maggio Fiorentino 2024.